# Perla Zúñiga
Perla Zúñiga (Madrid, 1996-14 de julio de 2024), conocida en el ámbito musical como Jovendelaperla, fue una artista multidisciplinar, poeta y dj no binaria española. Su obra se caracterizó por su perspectiva queer y trans y por su vivencia del sarcoma de Ewing, con el que convivió durante siete años hasta su muerte en 2024, a los veintisiete años.

## Trayectoria
Tras iniciar sus estudios en Bellas Artes en Madrid, vivió en Berlín y Barcelona. En 2020 interpretó la pieza sonora Querida célula alterada en el programa Gelatina de La Casa Encendida, donde fue premiada en el programa Generaciones en 2023. En 2023 se inauguró la muestra individual Cucú en el espacio Cordova en Barcelona, la cual se centraba en el tema del futuro desde las perspectivas de la enfermedad y la sexualidad. En el ámbito literario, su poesía fue incluida en el volumen Ritual de Amor (2022), editado por Cecilia Pavón, y con regularidad en sus redes sociales en el formato de poesía visual.
En el ámbito artístico colaboró con Cabello/Carceller, Yaby, Juf Project, Carlos Sáez o Vera Amores (Berenice), con quien realizó distintas performances y giras como dúo, y con quien fundó el colectivo Culpa, orientado a mejorar la representación de las artistas y promotoras trans y no binarias en la escena club madrileña. En 2023 actuaron como djs en el festival Sónar de Barcelona. Zúñiga también fue dj residente de la fiesta Maricxs, y en 2022 publicó el sencillo Alguna vez con Lechuga Zafiro. En 2024 inició una serie de colaboraciones con la revista Ctxt, interrumpida por su muerte.
En 2025 se publicó el poemario póstumo Me muero, te quiero, editado por Mariano Blatt, y se organizó el homenaje colectivo El backstage de Jovendelaperla.

## Obra

### Exposiciones individuales
- Tranquila no vas a poder describir en este momento, este momento (Yaby, 2019).[11]
- Cuco (Cordova, 2023).[4]

### Exposiciones colectivas
- pen pressure: a show of poetry fantasy and faith (2020).[4]

### Performances
- Querida célula alterada (2020).[1]
- El hechizo del viejecito (con Vera Amores) (2020, 2021).[4]
- Sesiones del lamento (con Vera Amores) (2021).[6]

### Sencillos
- Alguna vez (con Lechuga Zafiro) (2022).[7]

### Libro
- Me muero, te quiero (Blatt&Ríos, 2025).[9]